# Szemcseméret
A szemcseméret a törmelékes üledékek, üledékes kőzetek, hordalékok, talajok, valamint mesterségesen előállított, szilárd, szemcsés-darabos anyagok szemcséinek térbeli kiterjedését jellemző érték. Az általánosan elfogadott szemcseméret-tartományok a következők: kolloid, agyag, kőzetliszt, homok, kavics, görgeteg és tömb. A természetes keletkezésű anyagok (talajok, kőzetek) nagyon ritkán tartalmaznak kizárólag azonos méretű szemcséket. Egy adott anyagban a szemcsék méret szerinti eloszlását, azaz az egyes szemcseméret-tartományok tömeg, térfogat vagy darabszám szerinti részarányát szemcseeloszlásnak nevezzük.

## Szemcseméret-skálák

### Atterberg-skála
Az Atterberg-féle skála az egyik legrégebbi szemcseméret-osztályozási skála, azonban még ma is sok helyen ezt használják.
| Mérettartomány | Elnevezés    |
| -------------- | ------------ |
| 200–20 mm      | durva kavics |
| 20–2 mm        | finom kavics |
| 2–0,2 mm       | durva homok  |
| 0,2–0,02 mm    | finom homok  |
| 0,02–0,002 mm  | kőzetliszt   |
| < 0,002 mm     | agyag        |

### Krumbein-skála
A Krumbein-féle logaritmikus φ-skála a következő képlettel adja meg a φ-érték és a szemcseméret közötti összefüggést:
{\displaystyle \varphi =-\log _{2}{\frac {D}{D_{0}}},}
ahol:
{\displaystyle \varphi } a Krumbein-féle φ-érték
{\displaystyle D} a vizsgált szemcse átmérője mm-ben
{\displaystyle D_{0}} az egységátmérő, 1 mm (a mértékegység kiesése végett)
Krumbein a φ-értékekkel határozta meg a mérettartományokat, amiket a már korábban is létező, az Egyesült Államokban használt Wentworth-osztályokhoz rendelt hozzá.
| Mérettartomány (φ-érték) | Mérettartomány (metrikus) | Amerikai nevezéktan (Wentworth-osztály) | Magyar elnevezés        |  |
| ------------------------ | ------------------------- | --------------------------------------- | ----------------------- |  |
| < (‒8)                   | > 256 mm                  | boulder                                 | tömb                    |  |
| (‒6) – (‒8)              | 64–256 mm                 | cobble                                  | görgeteg                |  |
| (‒5) – (‒6)              | 32–64 mm                  | very coarse gravel                      | kavics                  |  |
| (‒4) – (‒5)              | 16–32 mm                  | coarse gravel                           | kavics                  |  |
| (‒3) – (‒4)              | 8–16 mm                   | medium gravel                           | kavics                  |  |
| (‒2) – (‒3)              | 4–8 mm                    | fine gravel                             | kavics                  |  |
| (‒1) – (‒2)              | 2–4 mm                    | very fine gravel                        | finom kavics            |  |
| (‒1) – 0                 | 1–2 mm                    | very coarse sand                        | nagyon durva homok      |  |
| 0 – 1                    | 0,5–1 mm                  | coarse sand                             | durva homok             |  |
| 1 – 2                    | 250–500 µm                | medium sand                             | közepes homok           |  |
| 2 – 3                    | 125–250 µm                | fine sand                               | finom homok             |  |
| 3 – 4                    | 62.5–125 µm               | very fine sand                          | nagyon finom homok      |  |
| 4 – 5                    | 31–62,5 µm                | silt                                    | durva kőzetliszt        |  |
| 5 – 6                    | 16–31 µm                  | silt                                    | közepes kőzetliszt      |  |
| 6 – 7                    | 8–16 µm                   | silt                                    | finom kőzetliszt        |  |
| 7 – 8                    | 3.90625–8 µm              | silt                                    | nagyon finom kőzetliszt |  |
| > 8                      | < 3.90625 µm              | clay                                    | agyag                   |  |
|                          |                           |                                         |                         |  |
| > 10                     | < 1 µm                    | colloid                                 | kolloid mérettartomány  |  |

### ISO-skála
A Nemzetközi Szabványügyi Szervezet (ISO) az ISO 14688-1 jelzésű szabványban határozza meg a talajosztályozáshoz használandó mérettartományokat és elnevezésüket. Az ISO skáláját az alábbi táblázat mutatja (zárójelben az elnevezések magyar megfelelői):
| Elnevezés                             | Elnevezés                             | Elnevezés                             | Mérettartomány    |
| ------------------------------------- | ------------------------------------- | ------------------------------------- | ----------------- |
| Very coarse soil (nagyon durva talaj) | Very coarse soil (nagyon durva talaj) | Large boulder, LBo (nagy tömb)        | >630 mm           |
| Very coarse soil (nagyon durva talaj) | Very coarse soil (nagyon durva talaj) | Boulder, Bo (tömb)                    | 200 – 630 mm      |
| Very coarse soil (nagyon durva talaj) | Very coarse soil (nagyon durva talaj) | Cobble, Co (görgeteg)                 | 63 – 200 mm       |
| Coarse soil (durva talaj)             | Gravel (kavics)                       | Coarse gravel, CGr (durva kavics)     | 20 – 63 mm        |
| Coarse soil (durva talaj)             | Gravel (kavics)                       | Medium gravel, MGr (közepes kavics)   | 6,3 – 20 mm       |
| Coarse soil (durva talaj)             | Gravel (kavics)                       | Fine gravel, FGr (finom kavics)       | 2,0 – 6,3 mm      |
| Coarse soil (durva talaj)             | Sand (homok)                          | Coarse sand, CSa (durva homok)        | 0,63 – 2,0 mm     |
| Coarse soil (durva talaj)             | Sand (homok)                          | Medium sand, MSa (közepes homok)      | 0,2 – 0,63 mm     |
| Coarse soil (durva talaj)             | Sand (homok)                          | Fine sand, FSa (finom homok)          | 0,063 – 0,2 mm    |
| Fine soil (finom talaj)               | Silt (kőzetliszt)                     | Coarse silt, CSi (durva kőzetliszt)   | 0,02 – 0,063 mm   |
| Fine soil (finom talaj)               | Silt (kőzetliszt)                     | Medium silt, MSi (közepes kőzetliszt) | 0,0063 – 0,02 mm  |
| Fine soil (finom talaj)               | Silt (kőzetliszt)                     | Fine silt, FSi (finom kőzetliszt)     | 0,002 – 0,0063 mm |
| Fine soil (finom talaj)               | Clay, Cl (agyag)                      | Clay, Cl (agyag)                      | <0,002 mm         |

## Meghatározása
- Optikai mikroszkópban történő méréssel.
- Durvaszemcsés (d>63 µm) anyagok esetében száraz vagy nedves szitálással, standard szitasorozat segítségével.
- Finomszemcsés anyagok, illetve frakciók esetében a Stokes-törvényen alapuló módszerrel, például pipettázással, areometrálással, szedimentációs mérleggel.